# Підводні човни типу «Емфіон»
Підводні човни типу «Емфіон» (англ. Amphion-class submarine), також типу «A» і типу «Акерон» («A» class and Acheron class) — клас військових кораблів з 16 дизель-електричних підводних човнів, що випускалися наприкінці Другої світової війни та перші післявоєнні роки британськими суднобудівельними компаніями. Цей тип човнів розроблявся для ведення бойових дій на Тихому океані. Втім, лише два з них були завершені до закінчення воєнних дій, і після модернізації у 1950-х роках вони продовжували служити у Королівському флоті до 1970-х років.

## Підводні човни типу «Емфіон»
Позначення
| №  | Корабель  | Верф                                                | Закладено         | Спущено         | У строю           | Статус |
| -- | --------- | --------------------------------------------------- | ----------------- | --------------- | ----------------- | --- |
| 1  | «Емфіон»  | Vickers-Armstrongs, Барроу-ін-Фернес                | 14 листопада 1943 | 31 серпня 1944  | 27 березня 1945   | 24 червня 1971 року проданий на брухт; у липні 1971 року розібраний в Інверкітінгу                                     |
| 2  | «Аст'ют»  | Vickers-Armstrongs, Барроу-ін-Фернес                | 4 квітня 1944     | 30 січня 1945   | 30 червня 1945    | 1 жовтня 1970 року проданий на брухт                                                                                   |
| 3  | «Ауріга»  | Vickers-Armstrongs, Барроу-ін-Фернес                | 7 червня 1944     | 29 березня 1945 | 12 січня 1946     | 14 листопада 1974 року проданий на брухт                                                                               |
| 4  | «Аурокс»  | Vickers-Armstrongs, Барроу-ін-Фернес                | 21 червня 1944    | 28 липня 1945   | 7 лютого 1947     | 7 лютого 1967 року розібраний на брухт                                                                                 |
| 5  | «Алсід»   | Vickers-Armstrongs, Барроу-ін-Фернес                | 2 січня 1945      | 12 квітня 1945  | 18 жовтня 1946    | 18 червня 1974 року проданий на брухт                                                                                  |
| 6  | «Олдерні» | Vickers-Armstrongs, Барроу-ін-Фернес                | 6 лютого 1945     | 25 червня 1945  | 10 грудня 1946    | 6 червня 1972 року проданий на брухт                                                                                   |
| 7  | «Альянс»  | Vickers-Armstrongs, Барроу-ін-Фернес                | 13 березня 1945   | 28 липня 1945   | 14 травня 1947    | 1973 році виведений зі складу флоту; 1981 році перетворений на корабель-музей                                          |
| 8  | «Амбуш»   | Vickers-Armstrongs, Барроу-ін-Фернес                | 17 травня 1945    | 24 вересня 1945 | 22 липня 1947     | 24 червня 1971 року проданий на брухт                                                                                  |
| 9  | «Анхоріт» | Vickers-Armstrongs, Барроу-ін-Фернес                | 13 серпня 1945    | 22 січня 1946   | 18 листопада 1947 | 28 липня 1970 року проданий на брухт                                                                                   |
| 10 | «Ендрю»   | Vickers-Armstrongs, Барроу-ін-Фернес                | 13 серпня 1945    | 6 квітня 1946   | 16 березня 1948   | 5 травня 1977 року проданий на брухт                                                                                   |
| 11 | «Еффрей»  | Cammell Laird, Беркенгед                            | 16 січня 1944     | 12 квітня 1944  | 25 листопада 1945 | 16 квітня 1951 року затонув під час навчань у Ла-Манші                                                                 |
| 12 | «Еней»    | Cammell Laird, Беркенгед                            | 10 жовтня 1944    | 25 жовтня 1945  | 31 липня 1946     | 1974 році розібраний на брухт                                                                                          |
| 13 | «Аларіх»  | Cammell Laird, Беркенгед                            | 31 травня 1945    | 18 лютого 1946  | 11 грудня 1946    | 24 червня 1971 року проданий на брухт                                                                                  |
| 14 | «Артеміс» | Scotts Shipbuilding and Engineering Company, Грінок | 28 лютого 1944    | 26 серпня 1946  | 15 серпня 1947    | 1 липня 1971 року затонув при дозаправленні на ВМБ «Долфін». 6 липня піднятий та 12 грудня 1971 року проданий на брухт |
| 15 | «Артфул»  | Scotts Shipbuilding and Engineering Company, Грінок | 8 червня 1944     | 22 травня 1947  | 23 лютого 1948    | 16 червня 1972 року проданий на брухт                                                                                  |
| 16 | «Акерон»  | HM Dockyard, Чатем                                  | 26 серпня 1944    | 25 березня 1947 | 17 квітня 1948    | 1972 році проданий на брухт                                                                                            |
| 16 | «Акерон»  | HM Dockyard, Чатем                                  | 26 серпня 1944    | 25 березня 1947 | 17 квітня 1948    | 1972 році проданий на брухт                                                                                            |
| 17 | «Ас»      | HMNB Devonport, Девонпорт                           | 3 листопада 1943  | 14 березня 1945 | не вводився       | у червні 1950 року списаний та розібраний у Порт-Глазго                                                                |
| 18 | «Акейтіз» | HMNB Devonport, Девонпорт                           | 8 березня 1944    | 20 вересня 1945 | не вводився       | у червні 1950 року використаний у ролі мішені на навчаннях біля Гібралтару                                             |